# Tétoum

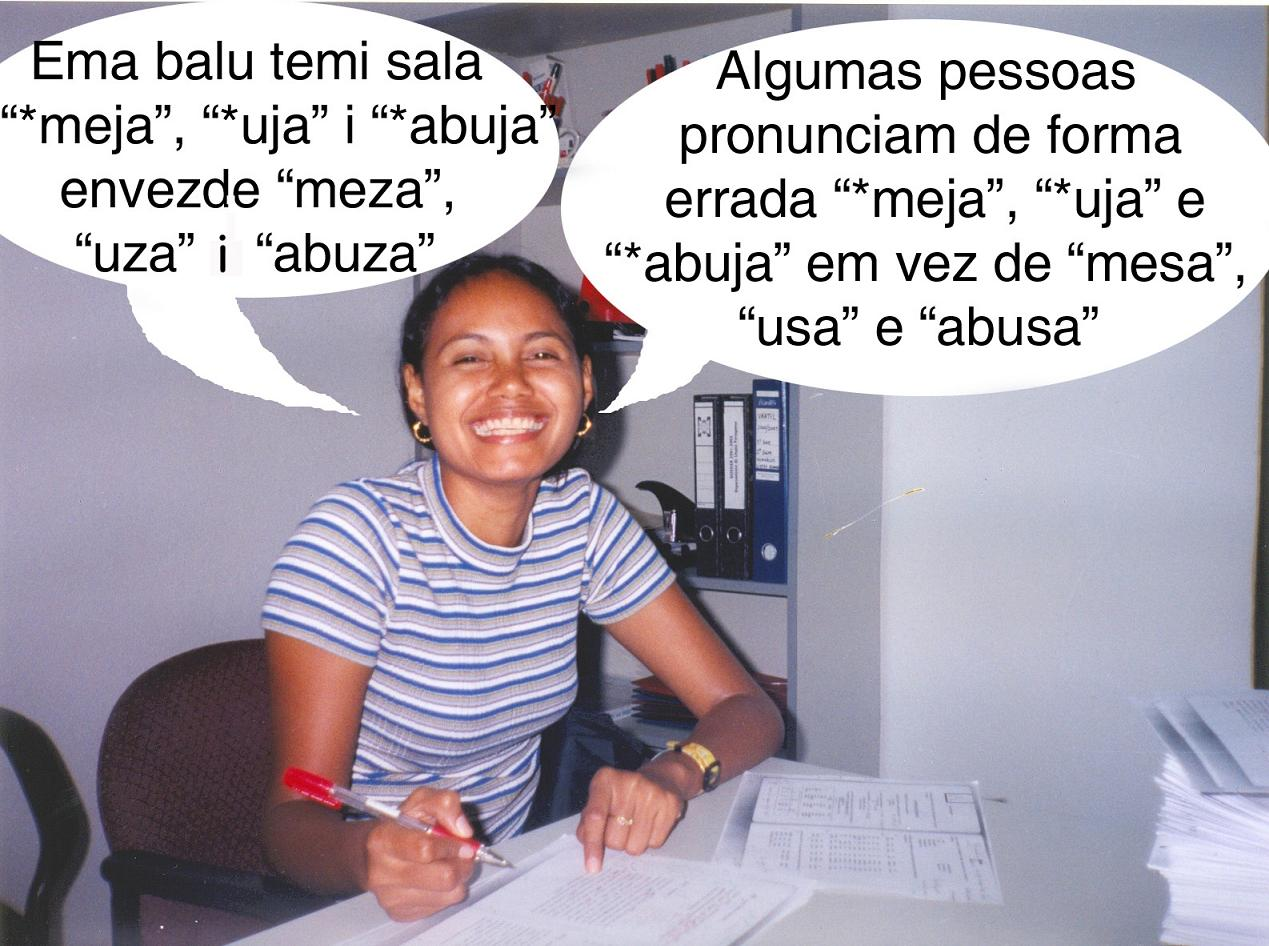
Une fille du Timor oriental parlant tétoum et portugais.

Le tétoum, écrit aussi tétum, tetum, et tetun, est la langue nationale du Timor oriental, et une des deux langues officielles du pays avec le portugais.
Il est parlé en 2010 par 800 000 Est-Timorais, soit 85 % de la population du pays, ainsi que par 400 000 Indonésiens dans le Timor occidental.

## Classification
Le tétoum appartient au groupe central de la branche malayo-polynésienne des  langues austronésiennes.

## Histoire de la langue

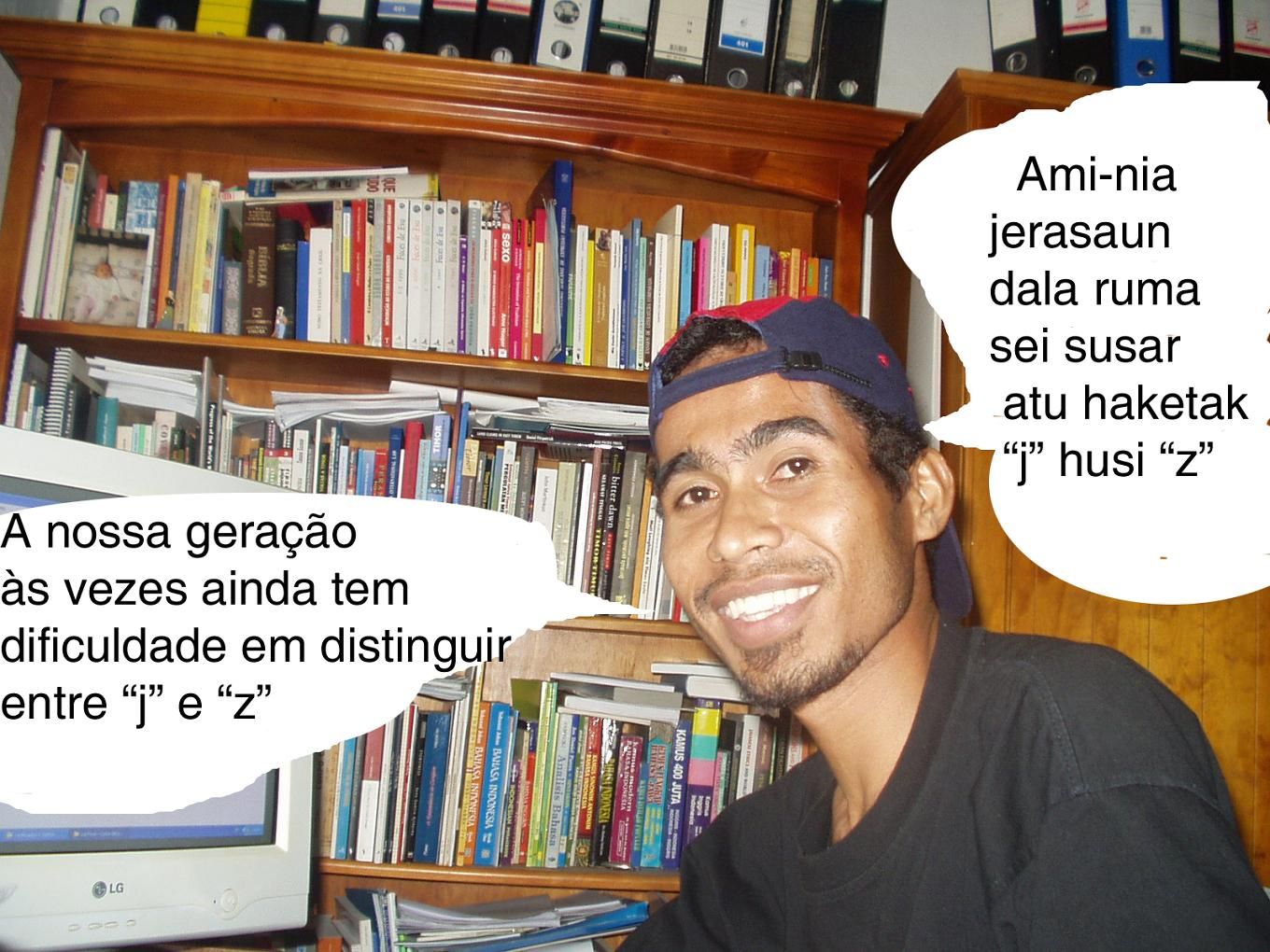
Un garçon du Timor parlant tétoum et portugais.

Le tétoum a puisé une grande partie de son vocabulaire dans le portugais, par exemple, bondia  ou « bonjour » (du portugais bom dia) et obrigadu ou « merci » (du portugais obrigado).
Pendant l'occupation indonésienne entre les années 1975 et 1990, les autorités indonésiennes avaient interdit l'utilisation du portugais au Timor oriental. L'Église catholique romaine avait décidé d'adopter le tétoum comme langue liturgique, et continuait à dériver le vocabulaire du portugais, et pas de l'indonésien.
Depuis la fin de l'occupation indonésienne, les autorités ont continué à développer le tétoum, surtout par l'adoption d'une orthographe normalisée. Le tétoum est aussi parlé au Timor occidental, territoire Indonésien, où il demeure la langue principale.

## Dialectes
Le tétoum a quatre dialectes :
- le tetun Dili ou tetun prasa (« tétoum des villes ») est parlé dans la capitale, Dili, et ses environs, dans le nord du pays ;
- le tetun Terik est parlé dans les régions côtières du sud et du sud-ouest ;
- le tetun Belu, ou dialecte de Belu, est parlé dans la bande centrale de l'île, du détroit d'Ombai à la mer de Timor, des deux côtés de la frontière avec l'Indonésie. Dans ce dernier pays, il est considéré comme une langue régionale (bahasa daerah) de la province des petites îles de la Sonde orientales, dont Belu est un kabupaten (département) ;
- le Nana'ek est parlé dans le village de Metinaro, sur la route côtière entre Dili et Manatuto.

Le tetun Belu et le tetun Terik ne sont ni parlés ni bien compris hors de leur aire. Le tetun prasa est la forme parlée dans tout le Timor Oriental.

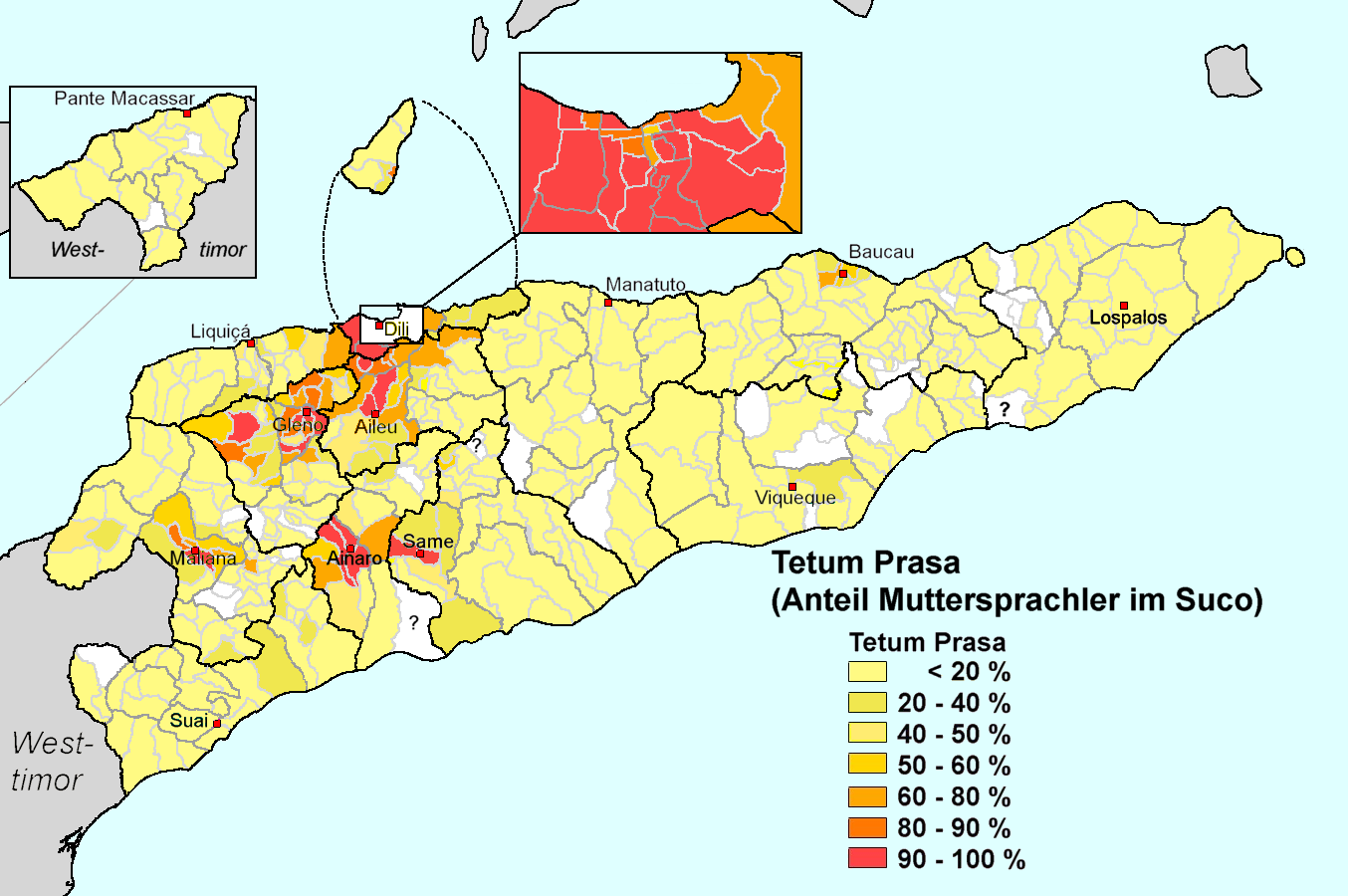
Répartition des locuteurs natifs du tétoum prasa au Timor Oriental
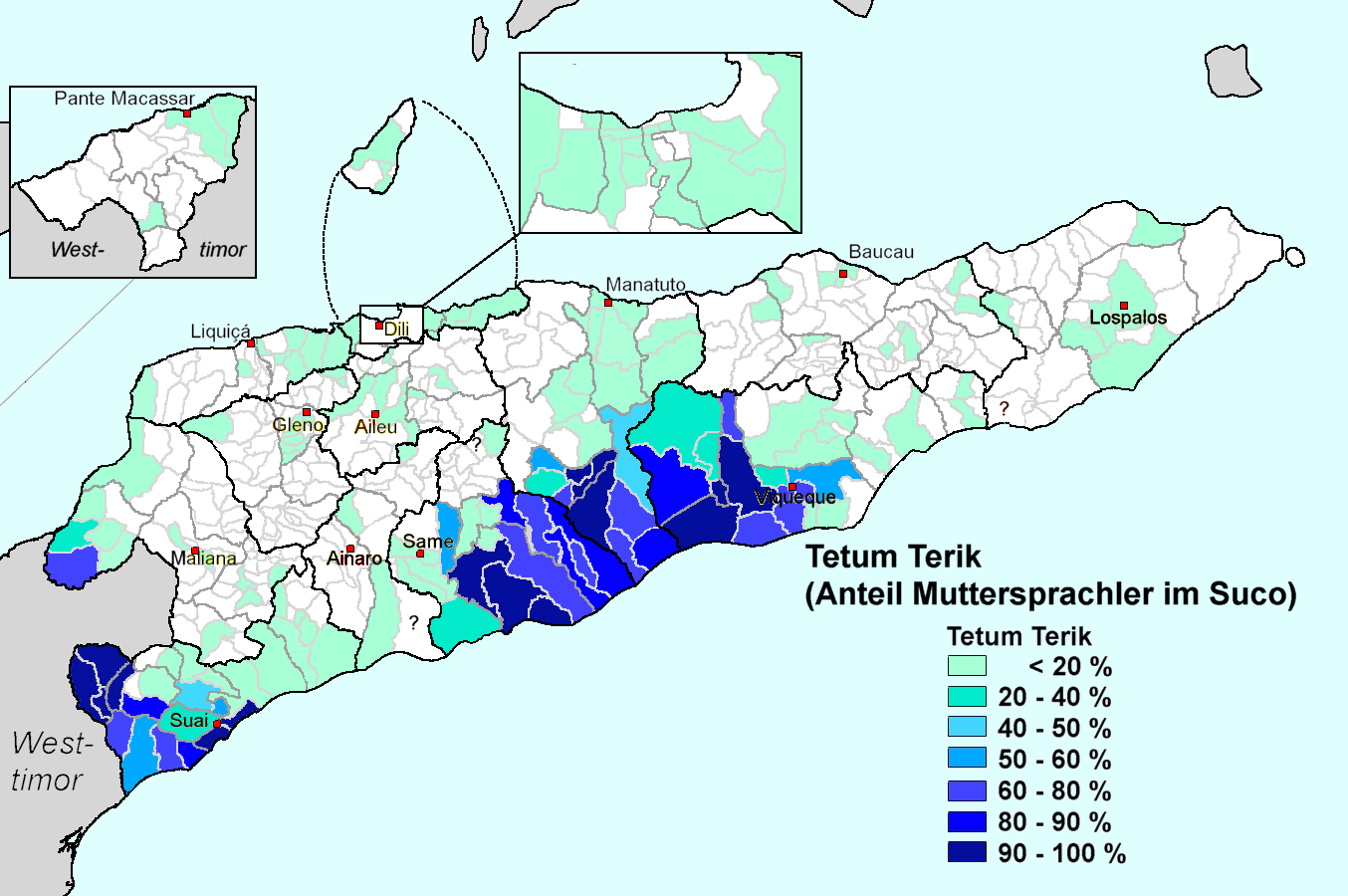
Répartition des locuteurs natifs du tétoum Terik

## Nombre de locuteurs
Selon le recensement de 2010 du ministère des Finances du Timor oriental, le nombre de locuteurs natifs du tétoum était estimé à 385 269 personnes, soit 36,6 % de la population. Cela en faisait la première langue du pays loin devant le portugais qui avait alors 595 locuteurs natifs seulement (0,1 % de la population).
À l’heure actuelle, le tetum est la langue la plus largement exprimée au Timor oriental. Bien que tetun prasa présente des variations régionales et sociales, son utilisation est aujourd’hui répandue car elle est comprise par la quasi-totalité de la population timoraise.